# Station Berlin Alexanderplatz
Berlin Alexanderplatz is een van de belangrijkste stations van Berlijn. Het station, dat zich aan de drukke Alexanderplatz in de wijk Mitte bevindt, is het knooppunt van talrijke S-Bahnlijnen en regionale treinen (RegionalBahn en RegionalExpress). Ondergronds ligt ook nog het gelijknamige metrostation. Qua passagiers geldt het als het op twee na drukste spoorwegstation van Berlijn. Alleen de stations Friedrichstraße en Zoologischer Garten verwerken meer passagiers.

## S-Bahn en spoorwegen
Het door Johann Eduard Jacobsthal ontworpen Bahnhof Alexanderplatz is gebouwd van 1881 tot 1882, in dezelfde periode waarin men aan de aanleg van de Berliner Stadtbahn werkte. Het is een doorgangsstation met middenperrons waarover een 164 meter lange overkapping is geplaatst. Omdat het station op een verhoging ligt konden de meeste stationsvoorzieningen onder de sporen worden gebouwd. Het stationsgebouw van twee verdiepingen werd aan de oostkant van het station geplaatst. Op 7 februari 1882 vertrok de eerste regionale trein, en op 15 mei van dat jaar de eerste langeafstandstrein.

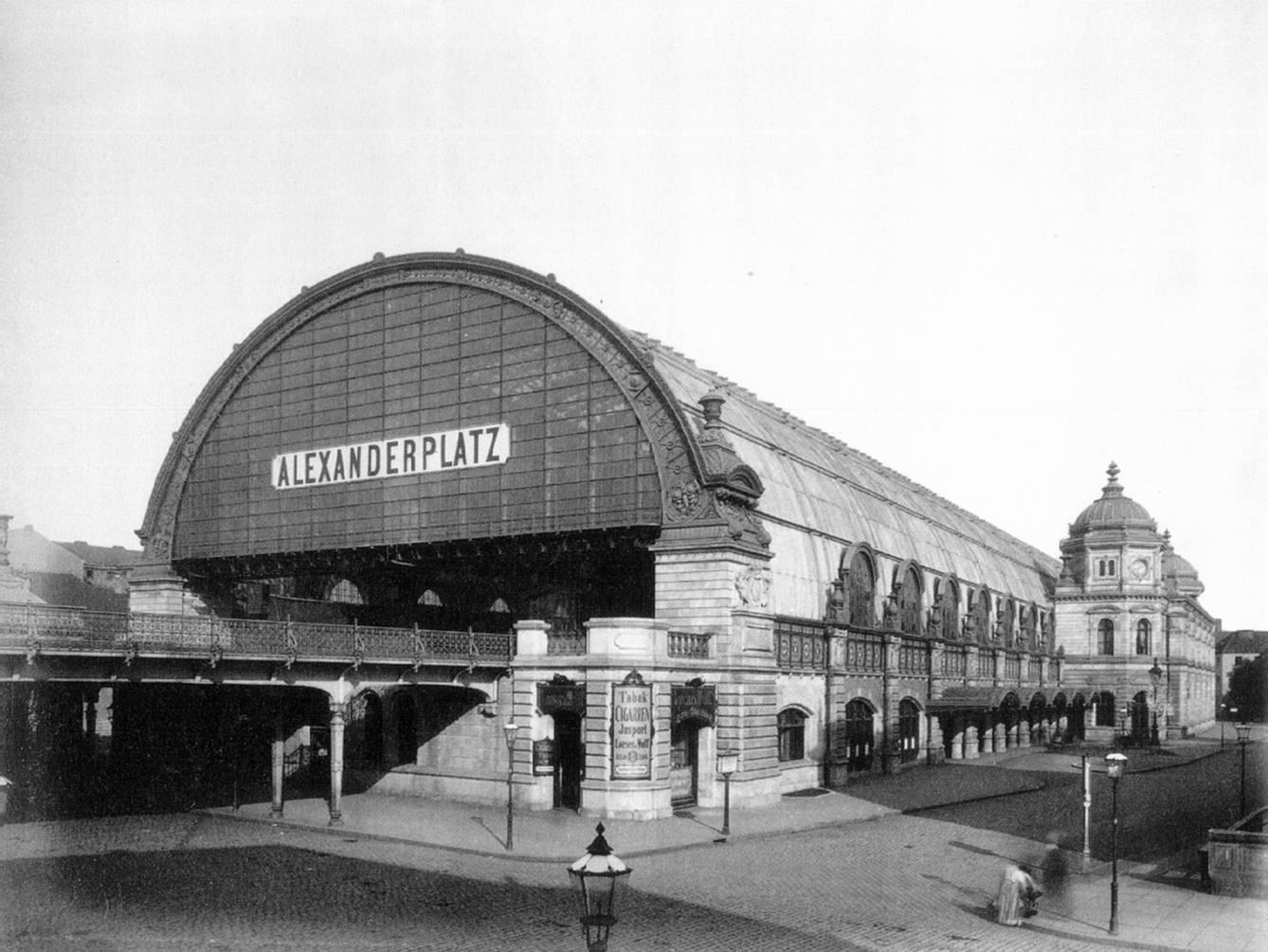
Bahnhof Alexanderplatz in 1885

Van 1925 tot 1926 werd de stationskap vernieuwd, omdat de oude kap slachtoffer was geworden van de zogenoemde Raubwirtschaft des Weltkrieges (roofeconomie van de wereldoorlog). De nieuwe overkapping was naar een ontwerp van Friedrich Hülsenkampf. Bij de vernieuwing van de kap besteedde de Reichsbahn veel aandacht aan een verbeterde lichtval op de perrons.
Op 11 juni 1928 begon het S-Bahn tijdperk op de Stadtbahn van Berlijn en hierdoor veranderde een en ander op Bahnhof Alexanderplatz. Langzaamaan verdwenen de stoomlocomotieven en kwamen er elektrische treinen voor in de plaats.
Van 1929 tot 1932 vond er een verbouwing van de loketten en wachtruimtes plaats. De ontwerper hiervan was de Reichsbahn-architect Hane. De verbouwing viel samen met de noodzakelijke versterking van de bogen onder het station. Tevens werden de fundamenten van het station blootgelegd omdat men een kelderruimte wilde aanleggen. Tegelijkertijd met de bovengrondse verbouwing werd er onder de grond een U-Bahnstation aangelegd. Om het U-Bahnstation met het S-Bahnstation te verbinden werd er een roltrap geplaatst.
Tijdens de Tweede Wereldoorlog raakte het station op 23 november 1943 door een bom zwaar beschadigd. De Slag om Berlijn zorgde ervoor dat het S-bahnverkeer vanaf april 1945 werd stilgelegd; normale treinen reden sinds 1942 al niet meer. Op 4 november 1945 werd het station opnieuw in gebruik genomen. Kort daarna werd er begonnen met de wederopbouw en sanering van het stationsgebouw die tot 1951 zou duren.

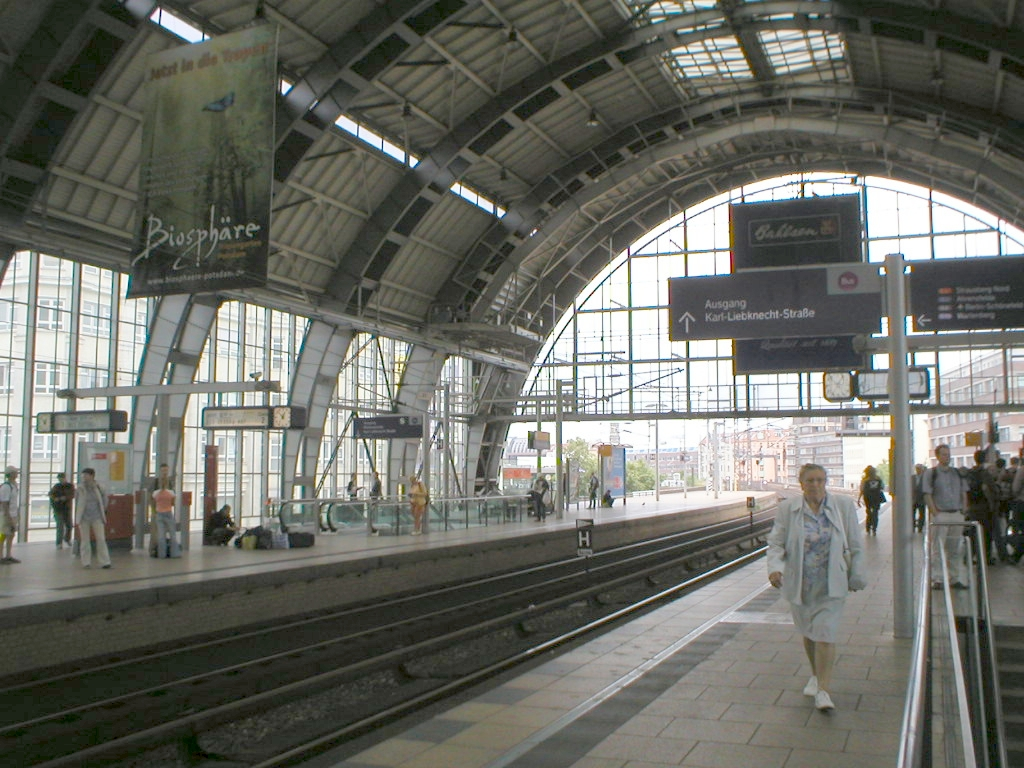
De hal van Bahnhof Alexanderplatz (links regionale treindienst, rechts S-Bahn)

In de periode 1962-1964 vond alweer de volgende verbouwing plaats. Het station werd door de architecten Hans Joachim May en Günter Andrich aangepast aan het socialistische stadsbeeld. Aan de zijmuren werd aan de bovenkant meer glas aangebracht en de onderkant werd met graniet geblindeerd. In de onderbouw werd overdwars een voetgangerstunnel gerealiseerd.
Om de grote hoeveelheid S-Bahntreinen te kunnen verwerken (soms arriveerde iedere 90 seconden een trein) werd het noodzakelijk een extra perron in gebruik te nemen. Hiertoe werd een voormalig treinperron omgebouwd tot S-Bahnperron. Het perron was sinds 1942 niet meer in gebruik en moest voor zijn nieuwe functie 70 tot 90 centimeter worden opgehoogd. Sindsdien is er een meer flexibele dienstregeling mogelijk.
Na de val van de muur werd wederom een verbouwing van het station respectievelijk de Stadtbahnbögen gepland, ditmaal echter naar inzicht van de Deutsche Bahn. De architecten Robert Paul Niess en Rebecca Chestnutt gingen bij de verbouwing uit van een Architektur der Zeitschichte (architectuur van de kroniek). Hierdoor zouden de verschillende onderdelen van de geschiedenis van het station behouden dan wel opnieuw zichtbaar gemaakt moeten worden. De verbouwing duurde van 1995 tot 12 maart 1998. De Zeitschicht DDR werd bij deze verbouwing desondanks niet meegenomen, de verwijzingen naar deze periode werden verwijderd. In het verbouwde station vestigden diverse winkels waaronder een servicepunt van de S-Bahn en een ticketbureau van Deutsche Bahn. De S-Bahn stopt sinds 1998 nog uitsluitend op het oostelijke perron, terwijl aan het westelijke perron alleen nog treinverkeer stopt.

### Spoorindeling
| Spoor | Spoorlijn | Richting                                                |
| ----- | --------- | ------------------------------------------------------- |
| 1     | RE        | naar Cottbus, Frankfurt (Oder), Senftenberg             |
| 2     | RE        | naar Magdeburg, Wismar, Nauen                           |
| 3     | S3        | Richting Ostbahnhof, Ostkreuz, Erkner                   |
| 3     | S5        | Richting Ostbahnhof, Ostkreuz, Strausberg Nord          |
| 3     | S7        | Richting Ostbahnhof, Ostkreuz, Ahrensfelde              |
| 3     | S9        | Richting Ostbahnhof, Flughafen BER – Terminal 1-2       |
| 4     | S3        | Richting Hauptbahnhof, Zoologischer Garten, Spandau     |
| 4     | S5        | Richting Hauptbahnhof, Zoologischer Garten, Westkreuz   |
| 4     | S7        | Richting Hauptbahnhof, Zoologischer Garten, Potsdam Hbf |
| 4     | S9        | Richting Hauptbahnhof, Zoologischer Garten, Spandau     |